# Apeadero de Prado
Nota: No confundir con la Estación Prado del Metropolitano de Medellín, en Colombia.
El apeadero de Prado fue una plataforma ferroviaria del ramal de Matosinhos, que servía a la zona de Prado, en la ciudad de Matosinhos, en Portugal.

## Historia
El ramal de Matosinhos fue instalado por los empresarios Dauderni & Duparchy en 1884, para transportar piedras desde las canteras de São Gens hasta los muelles del puerto de Leixões; en 1893, se empezaron a operar los convoyes de pasajeros y mercancías, por la Compañía del Camino de Hierro de Porto a Póvoa y Famalicão.

### Cierre
El 30 de junio de 1965, fue cerrada la explotación ferroviaria del ramal de Matosinhos.